# 파루크 하지베기치
파루크 하지베기치(보스니아어: Faruk Hadžibegić [fǎ:ruk xadʒiběːgitɕ], 1957년 10월 7일, SR 보스니아 헤르체고비나 사라예보 ~)는 보스니아의 전 축구 선수이자 축구 감독이다.

## 클럽 경력
하지베기치는 현역 시절 고향 사라예보에서 1군 신고식을 치르고, 베티스, 소쇼, 그리고 툴루즈에서 활약했다. 그는 사라예보의 1984-85 시즌 리그 우승의 주역이기도 했다. 그는 소쇼에서 같은 국적의 메흐메드 바즈다레비치와 한배를 타기도 했다.

## 국가대표팀 경력
하지베기치는 유고슬라비아 국가대표팀 역대 최다 출전 5위이며 보스니아 출신으로는 즐라트코 부요비치(70경기 출전)에 이어 2번째로 많은 61번의 경기에 출전했다. 그는 1982년 10월에 노르웨이와의 유로 1984 예선전에서 첫 국가대표팀 경기를 치렀다.
하지베기치는 이탈리아에서 열린 1990년 월드컵에 유고슬라비아 국가대표팀 일원으로 참가해, 자국 대표팀이 출전한 5경기를 모두 소솨했다. 유고슬라비아는 8강전에서 아르헨티나를 상대해 연장전까지 120분을 0-0으로 침묵했고, 승부차기로 준결승 진출국이 가려졌다. 승부차기에서 드라간 스토이코비치, 드라골류브 브르노비치, 그리고 파루크 하지베기치가 실축했는데, 스토이코비치가 골문을 완전히 빗나가게 찼고, 4번째와 5번째 주자였던 브르노비치와 하지베기치는 세르히오 고이코체아 골키퍼에게 막혔고, 유고슬라비아는 아르헨티나에 무릎을 꿇었다.
하지베기치는 이후에도 주전으로 활약하며 1992년 3월에 열린 유고슬라비아 국가대표팀의 마지막 경기인 네덜란드와의 친선경기에도 출전했다.

## 감독 경력
하지베기치는 전 소속 구단인 소쇼의 지휘봉을 잡아 지도자의 길을 걷기 시작했고, 1997년에 디비시옹 1 승격을 이룩했다. 그는 이후 보스니아 헤르체고비나 국가대표팀을 지도했다. 2000년, 하지베기치는 베티스 감독으로 취임해 2001년에 라 리가 승격을 이룩했다. 그는 이후 트루아 사령탑에 취임해 프랑스 무대로 복귀했고, 이후 튀르키예에서 가지안테프스포르, 디야르바크르스포르, 그리고 데니즐리스포르를 지도했다.
하지베기치의 다음 행선지는 샤무아 니오르테였다. 그는 2007년 12월에 디종의 감독으로 취임했고, 2009년 6월에 결별했다. 2009년 12월 9일, 필리프 앙지아니를 경질한 바스티아가 하지베기치를 신임 감독으로 선임했다. 그는 2010년에 바스티아를 떠났다.2010년부터 2011년까지는 아를-아비뇽을, 이후 2016년부터 2017년까지는 발랑시엔을 지도했다.
2018년 10월, 하지베기치는 레지스 브루아르의 후임으로 리그 2의 레드 스타 감독이 되었다. 2019년 3월 25일, 성적 부진을 사유로, 그는 레드 스타를 떠났다.
2019년 7월 25일, 하지베기치는 몬테네그로 국가대표팀의 신임 감독으로 취임했다. 이튿날인 7월 26일에 열린 기자 회견에서, 그는 몬테네그로 국가대표팀과 1년 반 계약을 맺어 최소 2020년까지 계약이 유효하다고 밝혔다. 그러나, 그는 2020년 12월 28일에 몬테네그로 축구 협회로부터 해고 통지서를 받았다. 2022년 7월 16일, 하지베기치는 알제리의 알제 신임 감독으로 취임했다. 2022년 9월 10일, 그는 알제 감독 취임 후 3경기만을 지휘하고 떠났다.
2023년 1월, 하지베기치는 보스니아 헤르체고비나 국가대표팀 감독으로 복귀해 이바일로 페테프 감독의 바통을 이어받았다. 그는 유로 2024 본선행 특명을 받았다. 하지베기치는 예선에서 보스니아 헤르체고비나를 이끌고 2023년 3월 23일에 아이슬란드전에서 승리했다. 2023년 3월 26일, 그는 슬로바키아와의 2번째 2기 경기에서 첫 패배를 당했다. 포르투갈전과 룩셈부르크전 2번의 예선전을 더 치른 후, 그는 2023년 6월 23일에 보스니아 헤르체고비나 축구 협회와 상호 계약 해지했다.

## 행정가 경력
2002년 12월 25일부터 2004년 2월 18일까지 하지베기치는 사라예보에서 회장직을 역임했다.

## 경력 통계
아래의 점수에서 왼쪽의 점수가 유고슬라비아의 점수이며, 점수 열은 하지베기치 득점 상황의 점수를 나타낸다.
| # | 날짜             | 경기장                                           | 상대       | 점수 | 결과 | 대회                 |
| - | ---------------- | ------------------------------------------------ | ---------- | ---- | ---- | -------------------- |
| 1 | 1985년 1월 25일  | 인도 코치 마하라자 대학교 경기장                 | 소련       | 1–1  | 2–1  | 친선경기             |
| 2 | 1985년 4월 4일   | 인도 코치 마하라자 대학교 경기장                 | 소련       | 1–1  | 1–2  | 친선경기             |
| 3 | 1987년 10월 14일 | 유고슬라비아 사라예보 그르바비차 경기장          | 북아일랜드 | 3–0  | 3–0  | 유로 1988 예선전     |
| 4 | 1987년 12월 16일 | 튀르키예 이즈미르 알산자크 경기장                | 튀르키예   | 3–0  | 3–2  | 유로 1988 예선전     |
| 5 | 1988년 12월 11일 | 유고슬라비아 베오그라드 츠르베나 즈베즈다 경기장 | 키프로스   | 3–0  | 4–0  | 1990년 월드컵 예선전 |
| 6 | 1989년 10월 11일 | 유고슬라비아 사라예보 코셰보 시립 경기장         | 노르웨이   | 1–0  | 1–0  | 1990년 월드컵 예선전 |

## 감독 통계
2023년 6월 20일 기준
| 구단                  | 취임             | 해임             | 기록 | 기록 | 기록 | 기록 | 기록   |
| 구단                  | 취임             | 해임             | 전   | 승   | 무   | 패   | 율 %   |
| --------------------- | ---------------- | ---------------- | ---- | ---- | ---- | ---- | ------ |
| 소쇼                  | 1995년 7월 1일   | 1998년 10월 4일  | 87   | 31   | 22   | 34   | 035.63 |
| 보스니아 헤르체고비나 | 1999년 3월 10일  | 1999년 10월 9일  | 7    | 2    | 2    | 3    | 028.57 |
| 베티스                | 2000년 5월 1일   | 2000년 6월 30일  | 3    | 2    | 0    | 1    | 066.67 |
| 트루아                | 2003년 1월 3일   | 2004년 6월 30일  | 61   | 19   | 16   | 26   | 031.15 |
| 가지안테프스포르      | 2005년 8월 1일   | 2005년 12월 15일 | 18   | 7    | 6    | 5    | 038.89 |
| 디야르바크르스포르    | 2006년 3월 15일  | 2006년 5월 15일  | 9    | 2    | 1    | 6    | 022.22 |
| 데니즐리스포르        | 2006년 6월 7일   | 2006년 12월 22일 | 16   | 3    | 6    | 7    | 018.75 |
| 샤무아 니오르테       | 2007년 2월 13일  | 2007년 5월 30일  | 14   | 6    | 5    | 3    | 042.86 |
| 디종                  | 2007년 12월 23일 | 2009년 6월 30일  | 65   | 24   | 17   | 24   | 036.92 |
| 바스티아              | 2009년 12월 9일  | 2010년 6월 30일  | 21   | 8    | 5    | 8    | 038.10 |
| 아를-아비뇽           | 2010년 10월 1일  | 2011년 11월 23일 | 47   | 6    | 15   | 26   | 012.77 |
| 발랑시엔              | 2016년 1월 15일  | 2017년 9월 25일  | 68   | 21   | 23   | 24   | 030.88 |
| 레드 스타             | 2018년 10월 29일 | 2019년 3월 24일  | 20   | 5    | 5    | 10   | 025.00 |
| 몬테네그로            | 2019년 9월 1일   | 2020년 12월 28일 | 14   | 6    | 4    | 4    | 042.86 |
| 알제                  | 2022년 7월 16일  | 2022년 9월 10일  | 3    | 0    | 2    | 1    | 000.00 |
| 보스니아 헤르체고비나 | 2023년 1월 4일   | 2023년 6월 23일  | 4    | 1    | 0    | 3    | 025.00 |
| 합계                  | 합계             | 합계             | 457  | 143  | 129  | 185  | 31.29  |

## 수상

### 선수
사라예보
- 유고슬라비아 1부 리그: 1984–85

소쇼
- 디비시옹 2: 1987–88 (A조)

## 참고 문헌
- Gigi Riva (2016). 《L'ultimo rigore di Faruk. Una storia di calcio e di guerra》 [파루크의 마지막 페널티킥. 축구와 전쟁 이야기] (이탈리아어). Palermo: Sellerio. ISBN 978-8838935640.